# Conlon Nancarrow
Conlon Nancarrow (Texarkana, 27 d'octubre de 1912 - Ciutat de Mèxic, 10 d'agost de 1997) fou un compositor nascut estatunidenc i nacionalitzat mexicà.

## Vida i obra
Nancarrow és recordat gairebé exclusivament per les peces que va escriure per a pianola. Va ser un dels primers compositors a utilitzar instruments i màquines mecànics per executar la seua música, més enllà de la participació humana com a intèrpret. Va passar la major part de la seua vida en completa introspecció, no esdevenint amplament conegut fins a la dècada de 1980. Avui dia és recordat com un dels compositors més originals i singulars del Segle XX.
Va nàixer a Texarkana (Arkansas). En la seua joventut va tocar la trompeta en una banda de jazz, abans d'estudiar música, primer a Cincinnati (Ohio) i després a Boston (Massachusetts) amb Roger Sessions, Walter Piston i Nicolas Slonimsky. Va conèixer Arnold Schönberg durant una breu estada d'aquest a Boston el 1933.
A Boston, Nancarrow es va afiliar al Partit Comunista. Quan va esclatar la Guerra civil espanyola, va viatjar a Espanya per allistar-se a la Brigada Abraham Lincoln contra el bàndol de Franco. En retornat als Estats Units, igual que als seus col·legues d'armes, li va ser denegat el passaport nord-americà causa de la seua filiació política. Per tal de fugir del fustigament contra els intel·lectuals d'esquerra, Nancarrow es va refugiar a Mèxic el 1940, romanent en aquest país fins a la seua mort. Va adquirir la nacionalitat mexicana el 1955.
Va ser a Mèxic on Nancarrow va crear la part de la seua obra més coneguda avui dia. Ja havia compost algunes peces als Estats Units, però els requisits tècnics extrems a què sotmetia els intèrprets feien que les obres foren molt difícils d'executar. A Mèxic, amb menys músics capaços d'interpretar les seues obres, va haver de buscar una altra via per fer-ne possible la interpretació. Prenent un suggeriment del llibre New Musical Resources ('"Nous recursos musicals") de Henry Cowell, que havia comprat a Nova York el 1939, Nancarrow va trobar la resposta en la pianola, amb la seua capacitat per a produir esquemes rítmics extremadament complexos a una velocitat molt més enllà de les possibilitats d'un intèrpret humà. Cowell havia suggerit que igual que hi ha una escala de notes ben bé podria construir-se una escala de tempi. Nancarrow va emprendre la creació d'un tipus de música amb la sobreposició de tempi, i en la seua composició número vint-i-u per a pianola, havia començat a crear seccions amb "lliscament" de tempi (acceleració i desacceleració dels tempi, veure: William Duckworth, Talking Music.) Nancarrow va manifestar més tard que si en el seu temps haguera disposat de recursos electrònics, probablement els hauria utilitzat.
Beneficiari d'una herència, Nancarrow va viatjar temporalment a Nova York el 1947, on va comprar una pianola i una màquina adaptada per a permetre-li perforar els rotlles a mà. La màquina era una adaptació de les utilitzades en la producció industrial de rotlles, però fer la feina a mà va resultar un treball molt dur i lent. També va adaptar les pianoles, incrementant els seus rangs dinàmics modificant-ne el mecanisme i cobrint els percutors amb cuir o metall per tal de produir més so. En el seu viatge a Nova York també va entrevistar-se amb Cowell, i va assistir a la interpretació de Sonatas and Interludes per a piano modificat, de John Cage (obra també influïda per les idees estètiques de Cowell). Aquesta experiència va empényer Nancarrow a experimentar amb piano modificat en el seu Estudi núm. 30.
Les primeres obres de Nancarrow combinaven el llenguatge harmònic i els motius melòdics dels primeres pianistes de jazz, com ara Art Tatum, amb esquemes mètrics extraordinàriament complicats. Els primers cinc rotlles van constituir l'anomenada Boogie-Woogie Suite (després batejats com Study No. 3 a-e), i són probablement les seus obres més jazzístiques. Les últimes obres tendeixen a ser més abstractes, sense cap referència a músiques diferents de les del mateix compositor.
Moltes d'aquestes darreres peces (incloent-hi el conjunt dels Estudis) són cànons en augment o disminució. La majoria de cànons, com els de Johann Sebastian Bach, disposen els tempi en ratios simples, com 2:1. Però els cànons de Nancarrow disposen de ratios molt més complexos. L'Estudi núm. 40, per exemple, té les parts en proporció e:pi, mentre que l'Estudi núm. 37 té dotze línies melòdiques individuals, cadascuna a un tempo diferent.
A banda de la seua mestria musical, hi ha en la seua obra una bellesa i elegància matemàtica. Nancarrow mai no va establir una frontera clara entre els dos enfocaments i mai no va mostrar-s'hi preocupat. La seua natural i orgànica "doble estètica" és una de les contribucions més rellevants a la música del Segle XX.
Altra important contribució té relació amb una mena d'extrapolació semiològica. Per una banda, les seues obres poden ser escoltades com a 'símbols', amb les seues freqüents correspondències analògiques ("Blues", "Jazz", "Flamenco", etc.). Per altra banda, hi ha un "perfil descodificat, abstracte' (les estructures complexes poli-temporals, per exemple) que cohabiten en la mateixa peça. Aquest fet trenca l'afirmació 'quelcom és més diferent quan la similitud decreix' generalment emprada en semiologia...
Després de molts anys en l'obscuritat, Nancarrow es va beneficiar el 1969 de la publicació d'un album complet de Columbia Records dedicat a la seua obra, conseqüència d'un breu flirteig de la divisió de música clàssica d'aquest segell amb la música d'avantguarda.
Entre 1976 1977, Peter Garland va començar a publicar partitures de Nancarrow en la seua revista Soundings, i Charles Amirkhanian va començar a publicar gravacions de les seues obres per a pianola en el seu segell 1750 Arch. Així, a l'edat de 65 anys, Nancarrow va començar a atraure l'atenció del públic. Encara va esdevenir més conegut en la dècada de 1980, i va començar a ser considerat com un dels compositors més significatius del Segle XX. György Ligeti qualificà la seua música com "el major descobriment des de Webern i Ives... el millor de tots els compositors vius." El 1982 va rebre una beca MacArthur per import de 300.000 dòlars per a 5 anys. L'interès creixent sobre la seua obra el va encoratjar a compondre per a instruments convencionals, i va produir diverses obres per a conjunts de cambra.
Encara recentment, la integral de Nancarrow per a pianola ha estat gravada pel segell alemany Wergo. Alguns dels seus estudis per a pianola han estat arranjats per a la interpretació humana. El 1995, el compositor i crític musical Kyle Gann va publicar un estudi sobre Nancarrow, The Music of Conlon Nancarrow (Cambridge University Press, 1995, 303 pp.). Jürgen Hocker, altre especialista en Nancarrow, ha publicat Begegnungen mit Nancarrow (neue Zeitschrift für Musik, Schott Musik International, Mainz 2002, 284 pp.)
El llegat de Nancarrow, incloent-hi els seus instruments i estris, els rotlles de pianola, els llibres i altres documents, es conserva a la Fundació Paul Sacher de Basilea. Actualment els alemanys Jurgen Hocker i Wolfgang Heisig interpreten els rotlles de Nancarrow utilitzant instruments acústics similiars.